# Binbō shimai monogatari
Binbō shimai monogatari (貧乏姉妹物語? lett. "Storia delle povere sorelle") è un manga di Izumi Kazuto. È stato adattato in una serie anime dalla Toei Animation e mandato in onda in Giappone da giugno a settembre 2006.

## Trama
Binbō shimai monogatari ha come protagoniste due sorelle, la studentessa di scuole medie Kyō e la studentessa di scuola elementare Asu, che vivono insieme da sole. La madre è morta lo stesso anno in cui è nata Asu e il padre è fuggito via, lasciando dietro di sé un grande debito di gioco. Lavorano insieme per vivere la loro vita e andare a scuola nonostante le difficoltà che incontrano, ricevendo aiuto dalle persone intorno a loro di volta in volta.

## Personaggi
Kyō Yamada (山田 きょう?, Yamada Kyō)
Doppiatore: Maaya Sakamoto
Kyō è la sorella maggiore. Consegna giornali per guadagnare soldi per la loro piccola famiglia, ed ha inoltre intrapreso il lavoro di tutor. Ha paura dei lampi, ma non lascia che ciò le impedisca di prendersi cura della sorella minore. Kyō promise alla madre deceduta che si sarebbe presa cura di Asu e sta facendo di tutto per mantenere la promessa.
Asu Yamada (山田 あす?, Yamada Asu)
Doppiatore: Tomoko Kaneda
Asu è la sorella minore. Fa le spese per la famiglia oltre che cucinare e pulire. Asu è molto affezionata alla sorella maggiore, e prova di tutto per renderle la vita più facile, visto che è troppo giovane per lavorare. Asu è molto abile; è stata scelta come rappresentante di classe e viene frequentemente consultata dai compagni quando hanno problemi con i loro compiti. Dichiara di essere amusica, ma riesce a cantare dopo qualche lezione dal vicino di casa Masao. Curiosamente, ha un ricordo di sua madre, che è deceduta mentre era ancora neonata: ricorda sua madre chiederle di prendersi cura di Kyō mentre ancora non aveva partorito.
Genzō Hayashi (林 源三?, Hayashi Genzō)
Doppiatore: Mugihito
Genzō, il padrone del condominio dove vivono le sorelle, è un anziano signore che raramente sorride e appare brusco e severo. In realtà è molto preoccupato per la salute delle sorelle ed è stato l'unico disposto a prendersi cura di loro quando loro padre le ha abbandonate. Apparentemente gli ricordano sua moglie Eriko e sua figlia Mami, uccise in un incidente con un automezzo. Per quanto si preoccupi per le sorelle (che tratta come sue nipoti), ogni mese passa comunque a ritirare l'affitto.
Sorelle Echigoya (越後屋姉妹?, Echigoya Shimai)
Kinko Echigoya (越後屋 金子?, Echigoya Kinko), Doppiatore: Naomi Shindō
Ginko Echigoya (越後屋 銀子?, Echigoya Ginko), Doppiatore:Etsuko Kozakura
Kinko e Ginko sono un'altra coppia di sorelle. Kinko (bambino dorato) è la maggiore, Ginko (bambino argentato) la minore; Ginko frequenta la stessa scuola elementare di Asu ed è anche lei rappresentante di classe, ma molto meno popolare visto che è più dispotica di Asu. Kinko è membro del consiglio degli studenti della sua scuola, e Ginko crede di dover seguire l'esempio della sorella. Queste sorelle, entrambe bionde, appartengono ad una famiglia estremamente ricca, con tutti i vantaggi che ne seguono, ma nonostante questo il loro rapporto è molto più agitato di quello tra Kyō e Asu, visto che spesso non si capiscono bene come dovrebbero; inizialmente Ginko crede di essere una costante delusione per la sorella maggiore e che Kinko la detesti; Kinko crede a sua volta che Ginko la odii. Eventualmente Ginko riesce a comprendere meglio la sorella e ad aggiustare il loro rapporto grazie ai consigli di Asu e la sua osservazione segreta della vita delle sorelle Yamada - con un telescopio. In un'occasione le sorelle hanno avuto come animale domestico un alligatore di nome John nel giardino, dotato di un fiocco. Kinko ha un'ossessione con il trattare affari nei negozi e ha incaricato Ginko di ottenerli dopo l'orario scolastico. Visto che sono ricche, Ginko è perplessa quanto le sorelle Yamada da questa ossessione.
Ranko Saegusa (三枝 蘭子?, Saegusa Ranko)
Doppiatore: Akiko Hiramatsu
La vicina del piano di sotto delle sorelle è una donna che indossa costantemente un paio di occhiali da sole ed è totalmente incapace nei lavori di casa. Non è chiaro che lavoro faccia, ma è apparentemente benestante, come si può capire quando Kyō trova un portafoglio che Ranko ha lasciato cadere. Asu è l'unica ad averla vista senza occhiali, il che la fa sembrare sospetta. Asu afferma che la vicina sembra una brava persona senza occhiali. Quando Ranko viene a sapere della situazione delle sorelle, si affeziona a loro, prestando persino a Kyō uno dei suoi vestiti e sistemandole il trucco quando la sorella maggiore vuole sembrare più matura per la visita alla scuola di Asu.
Masao Ichinokura (一ノ倉 正男?, Ichinokura Masao)
Doppiatore: Daisuke Kishio
Masao è un altro vicino di casa delle sorelle Yamada. È un aspirante cantante che deve vivere con dei lavoretti part-time e ha difficoltà ad avere successo. Masao ha già un suo gruppo di fedeli fan, che lo aiutano dandogli da mangiare. Un incontro con Asu e la sua richiesta di darle lezioni di canto così da poter passare un test a scuola lo motiva a non abbandonare il suo sogno di diventare un cantante.

## Sigle
Tema d'apertura
- Shinkokyuu degli Splash Candy

Tema di chiusura
- Soyokaze Life di Kanako Sakai

## Episodi
| Nº | Giapponese 「Kanji」 - Rōmaji                                                  | In onda           | In onda |
| Nº | Giapponese 「Kanji」 - Rōmaji                                                  | Giapponese        |         |
| 1  | 「浴衣と花火とりんご飴の日」 - Yukata to hanabi to ringoame no hi              | 29 giugno 2006    |         |
| 2  | 「大家さんとスイカとお見舞いの日」 - Ouya san to suika to omimai no hi         | 6 luglio 2006     |         |
| 3  | 「にんじんと嘘と越後屋姉妹の日」 - Ninjin to uso to Echigoya shimai no hi      | 13 luglio 2006    |         |
| 4  | 「香水とあすと授業参観の日」 - Kōsui to Asu to jugyō sankan no hi              | 27 luglio 2006    |         |
| 5  | 「アパートと桜と引越しの日」 - Apartment to Sakura to hikkoshi no hi           | 3 agosto 2006     |         |
| 6  | 「さびしさと銀子とお姉さまの日」 - Sabishisa to Ginko to Onee-sama no hi       | 17 agosto 2006    |         |
| 7  | 「ヤキモチとチョコとバレンタインの日」 - Yakimochi to choco to valentine no hi | 24 agosto 2006    |         |
| 8  | 「ギターと夢と歌の先生の日」 - Guitar to yume to uta no sensei no hi           | 31 agosto 2006    |         |
| 9  | 「想いと不安と携帯電話の日」 - Omoi to fuan to keitai denwa no hi              | 7 settembre 2006  |         |
| 10 | 「風邪と約束とお母さんの日」 - Kaze to yakusoku to okaasan no hi               | 14 settembre 2006 |         |